# Édouard Beaudoin mlajši
Édouard Beaudoin mlajši, francoski lokostrelec, * ?, †  ?.
Édouard Beaudoin mlajši je sodeloval na lokostrelskem delu poletnih olimpijskih igrah leta 1900. Sodeloval je v disciplini Au Cordon Doré na 50 m, kjer je s 26 točkami osvojil peto mesto.